# Angelika Weikert

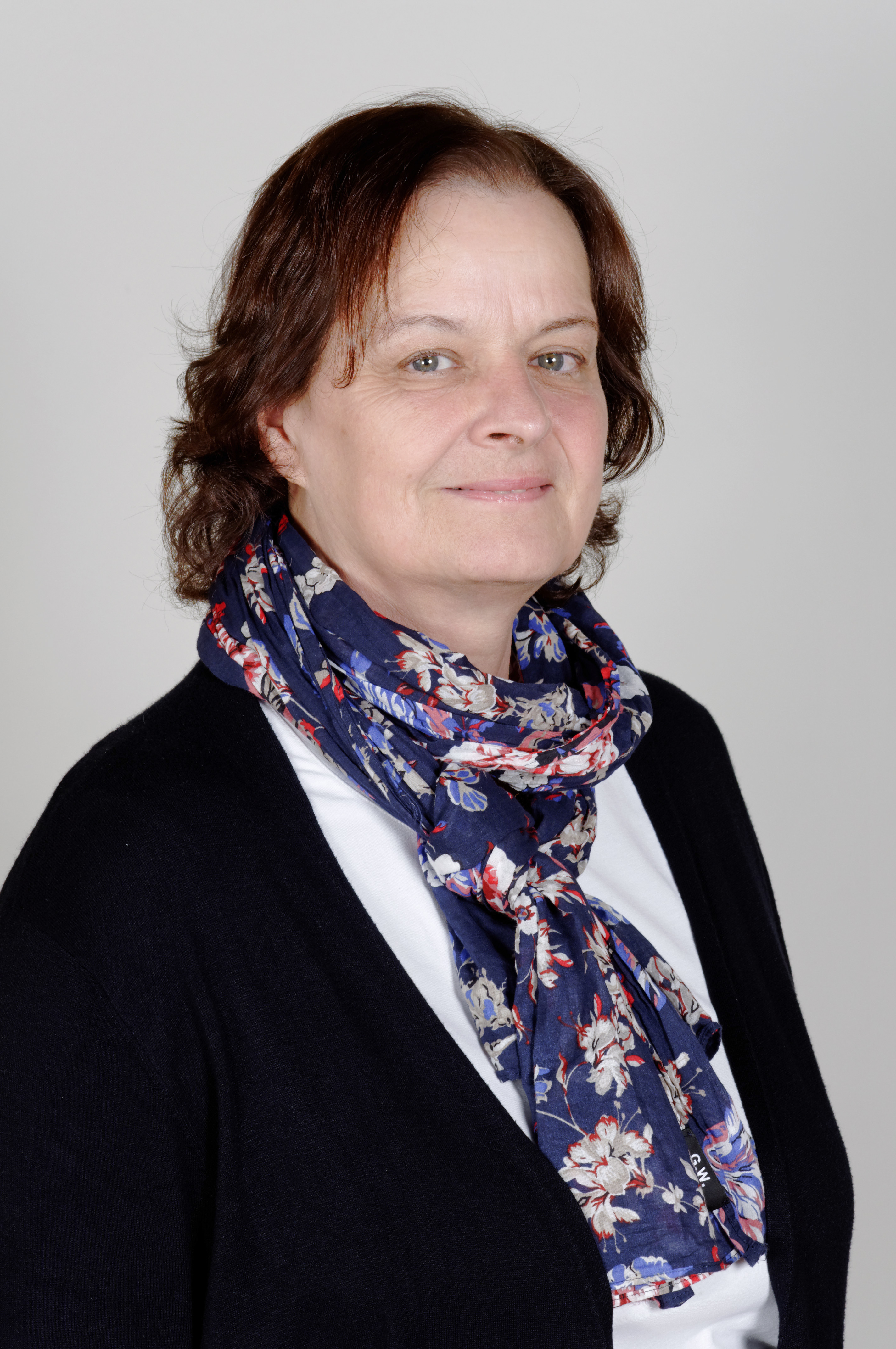

Angelika Weikert (* 10. März 1954 in Wiesentheid) ist eine deutsche Politikerin (SPD). Sie war von 2003 bis 2018 Mitglied des Bayerischen Landtages.

## Leben
Angelika Weikert wuchs in Nürnberg auf. Nach der Handelsschule arbeitete Angelika Weikert als Sachbearbeiterin. Später bildete sie sich zur Betriebswirtin (DAA) weiter und war als Gewerkschaftssekretärin bei der HBV (heute ver.di) tätig. Sie ist verheiratet und lebt in Nürnberg.

## Politik
1978 trat Weikert der SPD bei, wo sie zunächst vor allem bei den Jusos und im Unterbezirk Nürnberg aktiv war. 1990 wurde sie in den Nürnberger Stadtrat gewählt, dem sie bis 2003 angehörte. Seit 2005 ist sie stellvertretende Vorsitzende des SPD-Unterbezirks Nürnberg.
2003 zog sie über die Wahlkreisliste Mittelfranken in den bayerischen Landtag ein. In der Wahlperiode 2003 bis 2008 war sie dort Mitglied des Ausschusses für Bildung, Jugend und Sport und Mitglied des Ausschusses für Landwirtschaft und Forsten. Bei der Landtagswahl 2008 kandidierte sie erfolglos im Stimmkreis Nürnberg-Ost, wurde aber über Wahlkreisliste Mittelfranken erneut in den Landtag gewählt. Dort war sie in der 17. Wahlperiode Mitglied des Ausschusses für Soziales, Familie und Arbeit und des Ausschusses für Eingaben und Beschwerden. Bei der Landtagswahl 2013 errang sie das Mandat erneut über die Wahlkreisliste Mittelfranken. 2018 bewarb sie sich nicht mehr um den Wiedereinzug in den Landtag.

## Auszeichnungen
Am 1. Februar 2019 wurde ihr die Bayerische Verfassungsmedaille in Silber verliehen.